# Raquel Tavares (álbum)
Raquel Tavares é um álbum de estúdio da cantora de fado portuguesa Raquel Tavares. 

Foi lançado a 8 de Maio de 2006 pela editora Movieplay.
Contém 12 faixas, com o tema "Fado lisboeta" a ser escolhido para primeiro single.
É ainda de destacar as contrbuições de Jorge Fernando e Diogo Clemente que são responsáveis por mais de metade das letras e das músicas deste trabalho.

## Faixas
1. "Quando acordas" (Diogo Clemente/Armando Machado (Fado Santa Lúzia))
2. "Olhos garotos" (Linhares Barbosa/Jaime Santos)
3. "A tarde já morreu nesta varanda" (Diogo Clemente/Fernando Macedo de Freitas (Fado Pena))
4. "Fado lisboeta" (Amadeu do Vale/Carlos Dias)[3]
5. "Fado Raquel" (Diogo Clemente)
6. "Noite" (Jorge Fernando)
7. "Por momentos" (Jorge Fernando)
8. "Maré alta, sol profundo" (Elsa Laboreiro / Amadeu Ramim (Fado Zeca))
9. "Querer cantar" (Diogo Clemente)
10. "Um caso de amor" (Jorge Fernando)
11. "Trazes pedaços de mim" (Diogo Clemente)
12. "Senhor não sei o meu nome" (Jorge Fernando/Frankin Godinho)